# Mohammedreza Eslamloo
 (février 2024).
Si vous disposez d'ouvrages ou d'articles de référence ou si vous connaissez des sites web de qualité traitant du thème abordé ici, merci de compléter l'article en donnant les références utiles à sa vérifiabilité et en les liant à la section « Notes et références ».
Mohammedreza Eslamloo (محمدرضا‌ اسالملو‌) né à Chiraz (Iran) en 1947 est un réalisateur iranien.

## Biographie
Mohammedreza Eslamloo est diplômé du Collège de communication de l'Université du Texas. Il a créé le département des Combattants islamiques à l'IRIB (télévision publique iranienne) et l'Unité de combat à l'Institut d'art iranien. Il est professeur à l'école de télévision de Téhéran.
Mohammedreza Eslamloo est connu pour ses documentaires pro-Khomeiny. Révolutionnaire, il a toujours refusé de devenir l'artiste officiel du régime et n'a jamais cessé de questionner le pouvoir politique[source insuffisante].
Il a réalisé un docufiction sur les attentats du 11 septembre 2001, The 9/11 Black Box,. Le titre fait référence à une interview du président Mahmoud Ahmadinejad en marge de l'Assemblée générale des Nations unies où il affirmait que connaître la vérité cachée des attentats est indispensable pour comprendre les guerres d'Afghanistan et d'Irak. Le complotiste français Thierry Meyssan, qui joue son propre rôle dans le film, a reçu le prix spécial du jury pour les Droits de l'homme lors du 29e festival du film de Fajr pour sa prestation d'acteur (février 2011). 

## Filmographie (sélection)

### Courts métrages
- [Hodood-e Tarikh] The Limits of History (réalisateur, 1982)
- [Abadan Shahr-e Mazloom] Abadan, the City that Suffered (réalisateur et producteur, 1982)
- [Bar Faraz-e Fav] Over Fav (scénariste, directeur de la photographie, producteur, 1982)
- [Az Kheibar ta Karbala] From Kheibar to Karbala (réalisateur et producteur, 1987)
- [Emrooz Felestin, Choobha-ye Khoshk] Palestine Today, Dry Pieces of Wood (assistant réalisateur et producteur, 1988)

### Longs métrages
- The Passage (1986)
- Fright (1987)
- Seyyed's Garden (1989)
- [Mosalmanan] "Moslems" (1994)
- [Mosalmanan] "Moslems" (second series, 1995)
- The 9/11 Black Box (2011)